# Filipe de Sousa Holstein

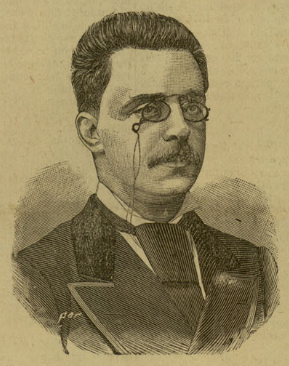
D. Filipe de Sousa Holstein

Filipe Maria José Pedro Estevão João Evangelista Francisco de Sales Xavier de Assis de Borja de Paula de Sousa Holstein (Lisboa, Mártires, 26 de Dezembro de 1841 - Funchal, Ilha da Madeira, 22 de Fevereiro de 1884), 1.º Marquês de Monfalim, foi um político português.

## Família
D. Filipe de Sousa Holstein era o décimo quinto dos filhos e filhas (o caçula) de D. Pedro de Sousa Holstein, 1.º Conde, 1.º Marquês e 1.º Duque de Palmela (antes 1.º Duque do Faial), e de sua mulher D. Eugénia Francisca Maria Ana Júlia Felizarda Apolónia Xavier Teles da Gama.

## Biografia
Era Bacharel formado em Filosofia pela Faculdade de Letras da Universidade de Coimbra e foi Deputado da Nação, Oficial-Mor da Casa Real em 1858, elevado a Par do Reino em 1874, Comendador da Imperial Ordem da Rosa, do Brasil, etc.

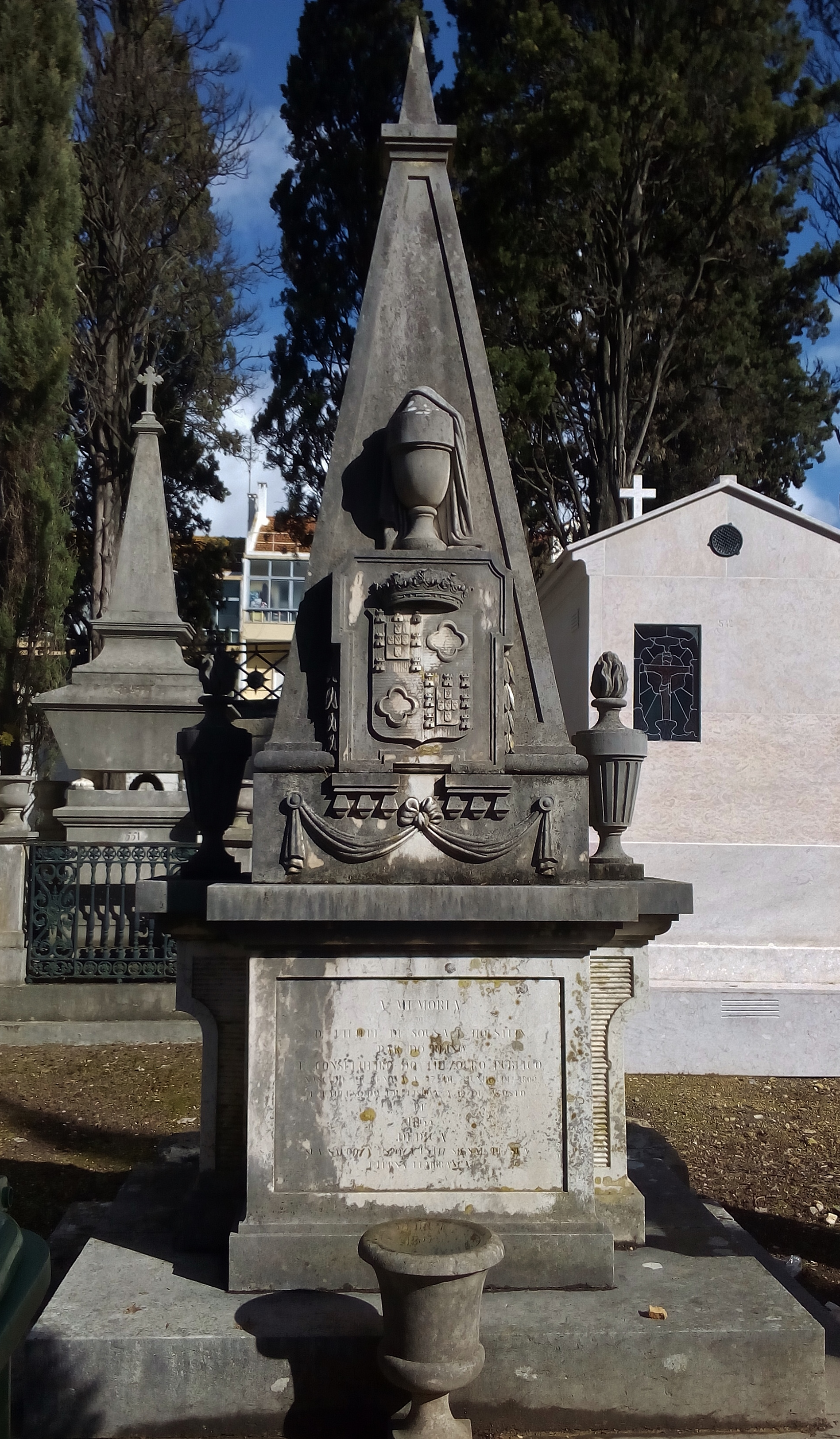
Jazigo de D. Filipe de Sousa Holstein, Cemitério dos Prazeres, Lisboa

O título de 1.º Marquês de Monfalim foi-lhe concedido por Decreto de D. Luís I de Portugal de 9 de Agosto de 1861. Era já Marquês Honorário por Decreto de D. Pedro V de Portugal de 8 de Agosto de 1860, concessão feita aos filhos mais novos dos 1.ºs Duques de Palmela, a exemplo do que era uso em certas Casas Ducais, e usou as Armas dos Duques de Palmela: de Sousa dos Senhores de Arronches; timbre: de Sousa dos Senhores de Arronches; Coroa de Marquês.

## Casamento
Casou a 29 de Julho de 1861,  em oratório privado da casa de seus sogros, freguesia de Massarelos, no Porto, com sua sobrinha materna Eugénia Maria Filomena Brandão de Melo Cogominho Correia de Sá Pereira de Lacerda do Lago Bezerra e Figueiroa (Lisboa, Encarnação, 21 de Maio de 1840 - Lisboa, Lumiar, Quinta das Camélias, 30 de Junho de 1900), 4.ª Condessa e 3.ª Marquesa de Terena e 3.ª Viscondessa de São Gil de Perre por direito próprio como filha herdeira dos 3.ºs Condes e 2.ºs Marqueses de Terena e 2.ºs Viscondes de São Gil de Perre, sem geração. Não tiveram sucessão, pelo que a Representação do título de Marquês de Monfalim se incorporou na Casa Palmela, seguindo a Representação dos pessoais da Marquesa para a Casa dos Condes de Bertiandos, seus imediatos sucessores neles.

## Morte
D. Filipe morreu com apenas 42 anos vítima de tuberculose, no lugar do Caminho do Monte, freguesia de Santa Luzia, do Funchal, onde se encontrava em decorrência de tratamentos para a doença. Foi trasladado do Cemitério das Angústias para jazigo pessoal no Cemitério dos Prazeres, não se encontrando no jazigo do pai, dos Duques de Palmela.